# Laguna Corani

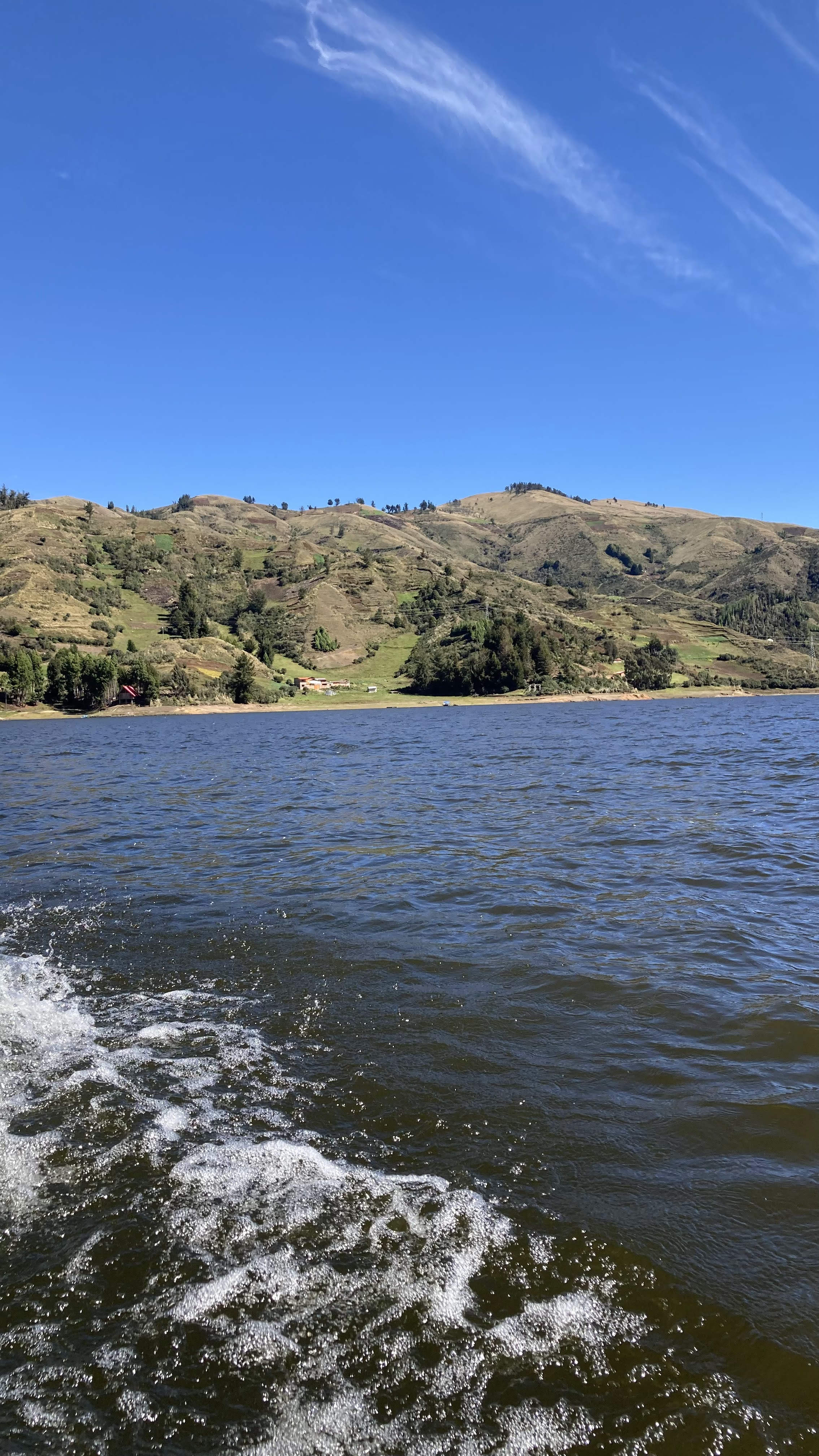
Navegando en la laguna Corani.

La laguna Corani es una laguna artificial de Bolivia. Administrativamente se encuentra en el municipio de Colomi de la provincia del Chapare en el departamento de Cochabamba. Presenta una forma alargada de norte a sur, es una importante zona de criadero de peces de la cual viven todas las comunidades asentadas en sus orillas. Tiene unas dimensiones de 9,5 km de largo por 2,2 km de ancho máximo y una superficie aproximada de 18 km².

## Véase también

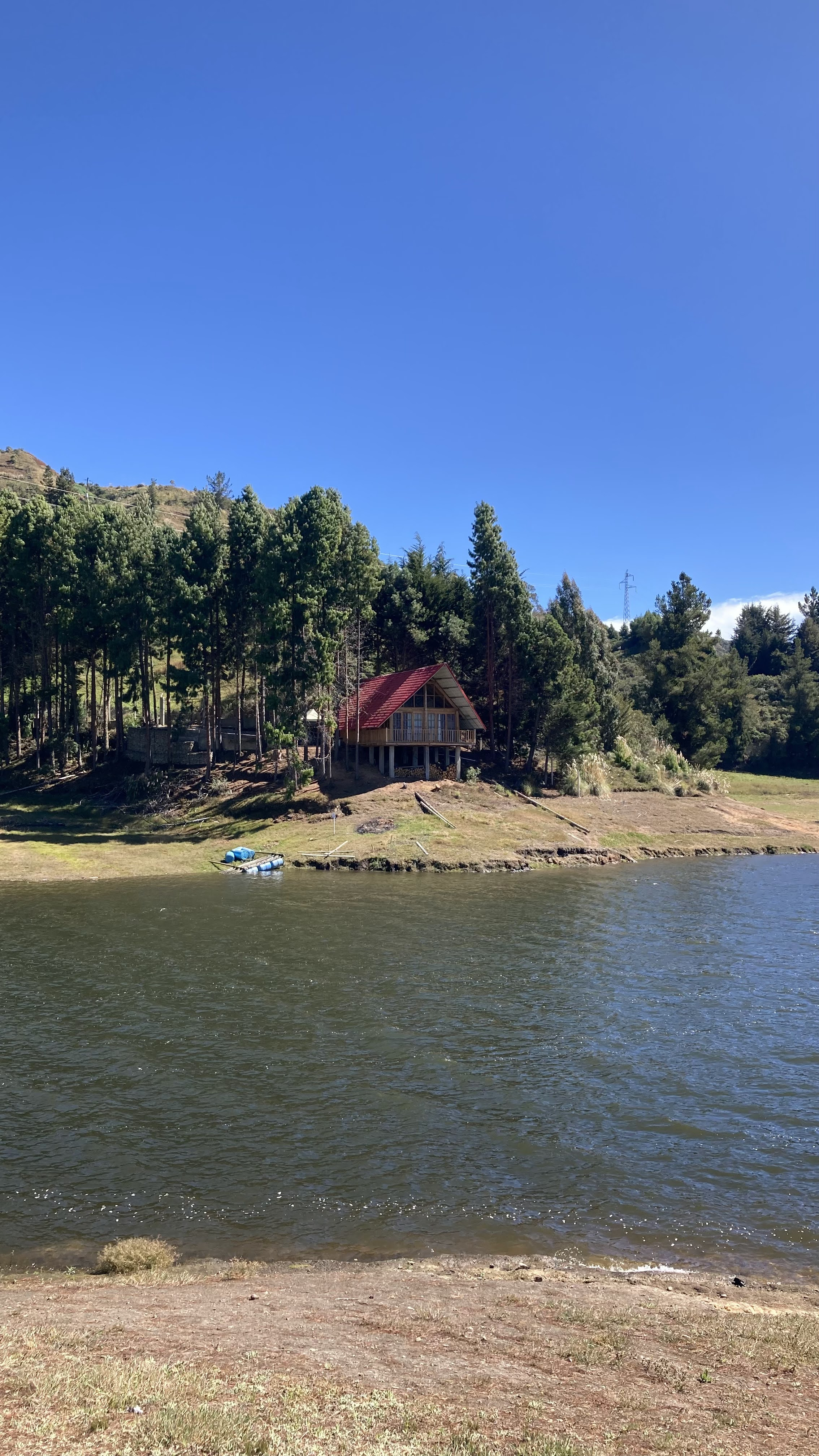
Cabaña en la orilla de la laguna.